# Tværfløjte
En tværfløjte er et europæisk musikinstrument i træblæserfamilien, fordi den oprindeligt blev fremstillet af træ. I nutiden er grundmaterialet typisk metal som sølv, guld og platin, eller træ eller kulfiber. Materialevalget har stor betydning for klangen, og det gør stor forskel på blæseteknikken. De forskellige materialer er ofte kombinerede, så fx mundpladen er af guld og resten af sølv. Ved notation af musik spillet af en tværfløjte benyttes udelukkende g-nøglen.
Tværfløjten begynder så småt at vinde indpas i musikken i barokken, hvor Vivaldi var en af de første komponister, der for alvor inddrog instrumentet i sine værker. Af senere komponister med blik for tværfløjtens muligheder kan nævnes Debussy samt danskeren Joachim Andersen, der selv var fløjtenist, som er benævnelsen for en musiker, der spiller tværfløjte.

## Historie
Tværfløjten er en af mange forskellige arter af fløjter, hvoraf de første var meget primitive og skåret af dyreben eller træ. Tværfløjten havde i barokken størst konkurrence fra blokfløjten. Det skyldtes nok primært, at tværfløjten ingen klangmæssig fordel havde. De første tværfløjter var venstrehåndede (altså pegende mod venstre i stedet for de nutidige mod højre) og af meget forskellig art med blandt andet større huller spillet med fladerne af fingrene i stedet for spidserne. Fløjterne var ofte stemt forskelligt, ikke justerbare og med få halvtonetrin, så kun visse melodier kunne spilles på det enkelte instrument.

### Tidlig historie
Information om tværfløjtens tidligste historie må primært hentes fra afbildninger og sammenligning med andre folkeslag, der bruger lignende instrumenter. Der er ikke anden information tilgængelig, da tværfløjten ikke har været et instrument af høj rang og derfor ikke er beskrevet.
Flere myter knyttes til tværfløjten, heriblandt myter fra Indien, Grækenland og Egypten om henholdsvis Krishna, Pan og Osiris. Heraf er myten om Pan nok den mest kendte. Det er et teoretisk problem, idet fløjten knyttet til Pan er en panfløjte. Det eneste af landene, der angiveligt har haft en tværgående fløjte i ældre tid, er Indien, hvorfra den såkaldte bansuri fra Nordindien samt menali eller pulangoil fra Sydindien stammer. Disse fløjter har igen en forgænger fra Kina kaldet chi fra det 9. århundrede f.Kr.
Ingen antikke fløjter, der ligner tværfløjten som den kendes i dag, har eksisteret i Europa, trods statuer og billeder der viser det. De er ændret i forbindelse med restaurering. Fra Asien er tværfløjten kommet til Europa gennem det Byzantinske Rige i det 10. eller 11. århundrede. Den første skriftlige omtale af et tværfløjtelignende instrument i Europa er i Frankrig i digtet Cleomadés fra 1285, hvor den angives som værdifuld. Fra 1200-tallet er også Cantigas de Santa Maria fra Den Iberiske Halvø. Den indeholder en række illustrationer af instrumenter fra den tid, heriblandt tværfløjter – dog venstrehåndede. Herefter er tværfløjten hyppigere set – blandt andet i militærsammenhæng og i samspil med fiddler.

### Renæssancen
Fra første del af 1400-tallet findes stort set intet om tværfløjter, men i de seneste årtier blev tværfløjten igen brugt i vid udstrækning i militæret, hvor den af schweiziske tropper, og senere også tropper i andre lande, bliver anvendt sammen med trommer. I det 16. århundrede blev tværfløjten mere accepteret som underholdningsinstrument, hvilket underbygges af, at den romerske kejser Maximilian I havde en personlig fifre ansat, som også er den første fløjtenist, man kender navnet på. Det er dog lidt tvivlsomt hvor udbredt instrumentet er, eftersom præsten Sevastian Virdung, der i 1511 skriver det første værk om musik og notation (i forbindelse med reformationen), ikke nævner instrumentet i anden sammenhæng end med militæret og beskrivelsen af trommer, men derimod bruger den almindelige betegnelse "fløjte" om blokfløjten. En tysksproget musiklærer udgav i 1529 et andet værk, hvor tværfløjten ikke nævnes i militærsammenhæng, men i forbindelse med mindre ensembler (consorter). I det 16. århundrede udbredtes brugen af instrumentet især i Italien og Frankrig, hvor det vandt frem som kammermusikinstrument, både spillet af kvinder og mænd, samtidig med at samlinger af chansons (sange) dukkede op arrangeret for kammerorkestre, hvor fløjten var medtaget eller eneste instrument i besætningen. Flere fløjtebyggere kom til, men det var mest amatørfløjtenister, der spillede. Flere adelige og kongelige havde dog større samlinger af tværfløjter – ofte stemt forskelligt, så alle tonearter kunne spilles. I renæssancen var tværfløjten stemt med A = 410 Hz (og enkelte eksemplarer med A = 435 Hz) i modsætning til i dag, hvor normalen ligger mellem 440 og 444 Hz.

### Videre udvikling
I løbet af det 17. og 18. århundrede gennemgik tværfløjten en forbedringsproces med bidrag fra især den franske familie af instrumentmagere, Hotteterre, og tyskeren J.J. Quantz. Den konstruktion, fløjten har i dag, er færdigudviklet af den tyske T.H. Böhm omkring 1850. Det betød, at tværfløjten kaldes for en Böhm-fløjte.
Theobald Böhm (1794-1881) var både fløjtespiller og guldsmed, med betydeligt kendskab til akustik. Hans konstruktion blev et totalt fornyelse af tværfløjten, baseret på akustiske principper. Han gjorde selve fløjtens krop cylindrisk (lige tyk hele vejen) med tonehuller med den rette akustiske placering og størrelse. Derved blev hullerne så store, at de alle måtte forsynes med klapper. Böhm indførte en konsekvent brug af røraksler til ophængning af klapperne. Herved kom en bekvem mekanisk forbindelser mellem klapperne. De 13 grundlæggende tonehuller svarer i grundtonen til en kromatisk skala fra C1 til Cis2. Tonerne i mellemlejet D2 til Cis3 opnås med de samme greb ved overblæsning i oktaven (se dog bem. nedenfor om D-2 og Dis-2). Grebene for tonerne i det høje leje er mere komplicerede. Således er f.eks. Dis3 både en overtone af Dis1 og Gis1, og grebet for Dis3 fås derfor ved at åbne tonehullet for Gis i grebet for Dis1. Man siger, at Gis hullet er overblæsningshul for Dis3. På tilsvarende måde fungerer A som overblæsningshul for E3, B for F3, osv. Dette system slutter i første omgang ved Gis3, som er overtone af Cis1. For at opnå bekvem intonation af endnu højere toner flyttede Böhm tonehullet for Cis længere op på fløjten og gjorde det samtidig mindre. Herved kan Cis hullet fungere som overblæsninghul for både Gis3 og A3 og samtidig kan det lette intonationen af D2 og Dis2. Til intonation af tonerne B3 og H3 indførte Böhm yderligere to små huller endnu længere oppe på fløjten. Disse huller er lukket med fjederbelastning og er via en lang røraksel forbundet med to knapper, "heblerne", som betjenes af fingrene på højre hånd. Heblerne kan også benyttes til triller mellem C eller Cis og D eller Dis.
En klap er enten en åben klap, som lukkes med tryk af en finger (evt. via en mekanisk forbindelse) eller en lukket knap, som åbnes ved tryk af en finger. En lukket klap kræver en stærk fjeder for at slutte tæt, mens en åben klap kun kræver en svag fjeder for at åbne når den ikke trykkes ned. Böhm forsøgte derfor at minimalisere antallet af lukkede klapper, og hans oprindelige system havde derfor kun 3 sådanne: De to hebler og Es-klappen (som åbnes ved tryk af højre lillefinger). De mange åbne klapper medførte uvante greb for venstre hånds fingre: Tilføjelse af ringfingeren til de 3 første fingre gav skift fra tonen A til Gis, mens en yderligere lillefingeren gav G. Endvidere skulle alle 5 fingre være trykket ned i grebene for de dybere toner. Dette kunne samtidens fløjtevirtuoser ikke vænne sig til. Man var vant til at venstre lillefinger kun skulle bruges for at åbne Gis-klappen. Der blev derfor opfundet en række modifikationer af Böhms oprindelige system for at opnå dette. Dette er nedarvet til den moderne fløjte hvor man har et ekstra Gis hul med en lukket klap, som betjenes af lillefingeren. Når ringfingeren trykkes ned, sørger en mekanisk forbindelse for at både A hul og (det primære) Gis hul lukkes, således at tonen G fås. Tonen Gis fås så ved yderligere at trykke lillefingeren ned. Dette system har den kedelige bi-effekt, at intonationen af E-3 bliver usikker: Når man i grebet for E løfter venstre hånds ringfinger for at åbne A hullet åbnes nemlig ikke blot dette men også Gis hullet. I mange moderne fløjter er dette problem afhjulpet ved hjælp af den såkaldte E-mekanik, hvor Gis hullet lukkes når højre hånds langefinger trykkes ned.

### Det 20. århundrede
Med muligheden for at optage lyd siden1890'erne begyndte fløjter at genvinde deres popularitet, som ikke var set siden den klassiske æra. Interessen fik professionelle fløjtenister til at bruge en del tid på optagelser. Med begyndelse i 1970'erne blev modeller af alt- og basfløjter fremstillet til moderne musik og fløjteensembler.[kilde mangler] I 1990'erne erstattedes den tidligere brugte præ-1940 Böhm-model i høj grad med den franske model til professionelt brug.

#### Böhm-Lot-Cooper
I 1950'erne modificerede fløjtemageren Albert Cooper Böhm-fløjten for at gøre det nemmere at spille moderne musik. Fløjten blev stemt til A440 og embouchurehullet blev skåret på en ny måde for at ændre fløjtens klangfarver. De blev de mest benyttede både af professionelle og amatører.

#### Brögger
I 1980'erne modificerede Johan Brögger Böhm-fløjten ved at løse to store problemer, der havde eksisteret i næsten 150 år: dårlig justering mellem bestemte klapper og problemer mellem G-klappen og ♭-klappen. Resultatet var ikke-roterende aksler, hvilket gav en mere stille lyd og mindre friktion for de bevægede dele. Samtidig tillod modifikationerne at tilpasse fjedrene individuelt, og fløjten var dermed forstærket. Brögger-fløjten laves udelukkende af Brannen Brothers og Miyazawa.

#### Kingma
Kingma-fløjten blev udviklet i slutningen af det 20. århundrede af Eva Kingma og Bickford Brannen for at tillade brugen af kvarttoner. Fløjtetypen er essentielt en Böhm-model med muligheden for at spille kvarttoner og også en bedre evne til at producere multiphonics. Disse evner er især brugbare for dem, der ønsker at spille østlig musik og for jazzfløjtenister. Kingma-systemet laves kun af Brannen Brothers og Sankyo Flutes.

## Opbygning og mekanik
Tværfløjten består af tre dele:
- et hovedstykke, hvorpå blæsehullet er placeret
- et kropstykke, der udgør den største del og indeholder flest af klapperne
- et fodstykke, som styres af højre lillefinger og kun administrerer få toner.

I fløjtens udvikling har der været fra én til syv dele – hvilket til sidst er endt med de tre. Variationen skyldtes eksperimenter med intonation: et større antal dele gjorde det muligt at forlænge røret, hvilket gjorde fløjtens stemning lavere og kunne dermed passe med andre instrumenter; de tre endelige dele blev muliggjort af en anordning på hovedstykket, hvor overgangen er lang (omkring 3 cm), hvilket bevirker, at fløjten kan gøres længere ét sted. Det er ikke kun til intonation, men medvirker også til en bedre tone. Læbepladen på hovedstykket tjener det formål at reducere blæsemodstanden. Hovedstykket kan også fås i en krummet model, som gør fløjten kortere og nemmere at nå med korte arme. Det krumme hovedstykke benyttes i højere grad til familiens dybere medlemmer, da de ellers bliver for lange til at musikeren kan nå klapperne.
Fløjtens mekanik udgøres af et system af klapper, der er forbundne. Under hver klap er en pude placeret, der sørger for en tæt lukning af det pågældende hul til forhøjningen af kanten for hvert hul. For at fløjten ikke skal blive utæt, må fingerstillingen være korrekt, idet en skæv fingerstilling kan forvride knapperne og gøre dem utætte. Blæsehullet er lavet som en forhøjning, da dette medfører en bedre kontrol.
Tværfløjtens klapper er forbundet med stænger holdt sammen med små skruer. Det sammenkoblende system skal smøres af og til for at sikre letheden af knapperne. Små fjedre er monteret, så knapperne af sig selv glider tilbage i standardposition umiddelbart efter anvendelse. Tværfløjtens klap-system svarer nogenlunde til de fleste andre blæseinstrumenter, hvad angår greb. En særlig klap er dog b-klappen, der anvendes til at frembringe tonen b i stedet for h, når der spilles i tonearter, hvori denne tone indgår. De fleste begynderfløjter har udover den almindelige mekanik også en såkaldt E-split, der gør det lettere at spille e3.

### Materiale
Det materiale, fløjten er lavet af, medvirker til dens overordnede funktion. Der er igennem fløjtens historie sket en del ændringer med materialevalget i henhold til at opfylde nogle essentielle egenskaber: Materialet skal være en dårlig leder, må ikke aldres let og mindre vigtigt: et smukt udseende. I ældre tider eksperimenteredes med forskellige træsorter,  mens nutidige fløjter oftest laves af ædle metaller: Et blødere materiale med højere densitet forøger tonens rigdom i klang og gør den også blødere. Det betyder, at guld er et værdsat materiale rent klangmæssigt, men nogle fysiske og økonomiske begrænsninger medvirker til, at mange vælger fløjter af sølv.

## Spilleteknik
Lyden frembringes ved, at blæse luft ind på den skarpe kant af blæsehullet således, at luftstrømmen vibrerer gennem fløjtens krop. Det er luftstrømmens vibration, der er den primære lydkilde, men også vibrationen af selve fløjten har indflydelse den producerede lyd, hvilket betyder at fløjtens materiale indvirker på klangen. Tonen ændres først og fremmest ved at tildække et forskelligt antal huller, men også ved ændring af fløjtens vinkel i forhold til munden samt en række andre småjusteringer i blæseteknik, der indebærer ændring i lufttrykket, hvormed man kan intonere tonen korrekt. Ved almindeligt spil bruges tungen til at åbne for luftstrømmen. Dette gøres ved at danne en blød lydløs "t"- eller "d"-lyd med tungen. Tungen skal placeres lige hvor fortænderne i overmunden er fastgjordte. Denne teknik bevirker at ansatsen kontrolleres mere skarpt end uden brug af tunge. Nogle nyere kompositioner, som begynder "ud af ingenting" undlader tungebrug til ansatsen, hvormed lyden opstår uden klar definering, og også i middelalderlig musik brugtes flere forskellige ansatser, hvor dog "t"-lyden var mest anvendt.

### Intonation
Tværfløjtens afvigelsestendenser i forhold til intonation er ulig de fleste andre blæseinstrumenter: hvor fløjten falder ved svag styrke, stiger de andre, mens fløjten stiger ved kraftig spil og andre blæseinstrumenter her falder. Mange fløjter har tendens til at være for høje over d3 og for lave under g1, hvilket dog er afhjulpet ved de bedre fløjter. Det er generelt svært at bøje en tone meget på en tværfløjte kun ved hjælp af embouchure, men især i dybden er det muligt at alternere tonerne en smule nedad – opad kan tonerne dog ikke bøjes i dybden, da dette ofte vil resultere i, at tonerne bryder i multiphonics.
Selv om tonen ikke kan justeres ret meget ved hjælp af embouchuren, kan forskellige toner imellem de nævnte frembringes. Det er især muligt på fløjter med hullede klapper, som bruges af langt de fleste i dag. En anden klap, der har stor indflydelse på intonationen, er dis-klappen, der administreres af højre lillefinger – denne bruges til en meget stor del af grebene.

### Specielle teknikker
Forskellige tekniker kan anvendes ved fløjtespillet. Herunder legatospil, hvor tungen ikke tages i brug ved et toneskift, og staccatospil, hvor luftstrømmen stoppes af tungen kort efter igangsættelsen og vibrato, der på tværfløjten frembringes ved fra mellemgulvet at sætte luften i svingninger.
Ved meget hurtigtgående passager bruges dobbelt- eller trippelstød, der udnytter, at tungen ved frembringning af "k"-lyden stopper luftstrømmen såvel som ved den sædvanlige "t"-lyd. Især i nyere tid er nogle specielle effekter taget i brug i kompositioner for fløjte. Den nok mest anvendte er flattertunge: rul med tungen, der giver en snurrende eller summende lyd . Desuden kan der spilles flere toner på én gang (multiphonics) med alternative greb og blæseteknik.
En anden teknik, der er udviklet til didaktik og stort set kun bruges til øvelse og opvarmning, er whistle-toner. Disse toner frembringes ved at tage et greb for en tone i den øvre oktav og med en meget afslappet embouchure blæse, så der fremkommer en lidt hylende lyd. Desuden bruges en teknik til at frembringe to eller flere toner på samme tid, og også bøjning af toner anvendes. Klap-spil er som ordet hentyder spil kun ved brug af klapperne. Hvis klapperne klappes relativt hårdt i frembringer de en lyd, der svarer nogenlunde til det greb, man klapper i – dog kun i knap én oktav kontinuert samt nogle få toner i de øvre oktaver.

### Krops- og fingerstilling
Den position kroppen holdes i ved spil på fløjten har hovedsageligt to formål:
1. at støtte og simplificere luftstrømmen
2. at beskytte kroppen mod skader

Idet instrumentet holdes i en meget ubekvem stilling i forhold til andre instrumenter, er specielt andet punkt meget vigtigt for især professionelle fløjtenister. Skuldrene og armene skal være så afslappede som muligt og knæene let bøjede, således at de ikke bliver overstrakt. Luftstrømmen får den nemmeste passage, hvis hovedet holdes rankt og i hvert fald ikke bøjes forover. Fløjten støttes hovedsageligt af roden på venstre pegefinger samt højre tommeltot, og begge hænder holdes afslappet som parat til at samle noget op.

## Ambitus
En ordinær tværfløjte har en ambitus, der spænder fra et enstreget c til firstreget d. Det er muligt at spille op til firstreget kryds for f, men de sidste toner anvendes meget sjældent. Nogle fløjter laves med en h-fod, som gør det muligt at spille en halv tone dybere.
Tværfløjten er et oktavoverblæsningsinstrument. Dvs. at fløjtenisten efter den første oktav tager de samme greb (foruden et par undtagelser) og blæser tonen over, så det klinger en oktav over. Det betyder, at klangen i de forskellige oktaver kan variere en smule. Denne effekt kan benyttes til flageoletter – en række overtoner med samme greb. Ved fx at tage grebet til det enstregede c kan man spille c1, c2, g2, c3, e3, g3, bb3 og c4.

### Notation
Al musik for tværfløjte skrives i g-nøglen, idet tonerne kun går meget lidt ned under nodelinjerne, og det derfor er unødvendigt at benytte f- eller c-nøgler. Nedskrevet fløjtemusik indeholder kun få særlige tegn og benytter sig altså hovedsageligt af tegn, som bruges til notation af musik for alle melodiinstrumenter. Ved klap-spil kan dog bruges krydser som nodehoveder ligesom for percussion. Ligeledes har andre specialeffekter særskilte tegn, såsom flattertunge, der noteres med tre streger over halsen, overblæsning, hvilket angives med en lille ring over nodehovederne (en for grebet og en for den tone, der ønskes) samt flere forskellige tegn til udsmykning mest af barok- og klassicistisk musik. Triller angives med tr. over tonen.

## Fløjtefamilien
Allerede fra 1500-tallet findes der både skriftlige og billedlige beviser for flere størrelser af tværgående fløjter – tre størrelser som tilsammen spændte over omkring tre fulde oktaver.
I dag er c-tværfløjten i denne familie af instrumenter den mest almindelige og brugt som både solo-, kammer- og orkesterinstrument. Et andet fremtrædende medlem er piccolofløjten, der hovedsageligt bruges i orkestermusik, hvori den udnytter den gennemtrængende højde, der er karakteristisk for en piccolofløjte. Denne fløjte klinger nemlig en oktav over tværfløjten. Foruden piccolofløjten findes altfløjten og basfløjten, der klinger henholdsvis en kvart og en oktav under den almindelige tværfløjte. Altfløjtens klang er kraftigere og mere fyldig og kan også virke lidt grovere. Basfløjten er et nyere medlem af familien: selvom de tidligste basfløjter er over 400 år gamle, har basfløjten først fundet bredere brug i det 20. århundrede, eftersom den klinger meget dybt og ikke særlig kraftigt sammenlignet med andre dybtklingende instrumenter.
Der findes desuden en lang række andre fløjter, hvilke dog er meget sjældent anvendte, heriblandt er den mest kontroversielle: hyperbasfløjten. Især fløjter i intervallet mellem bas- og piccolofløjter fandtes i stort antal i det 18. og 19. århundrede, hvor udviklingen af tværfløjten var på sit højeste og en fastsat normal endnu ikke fandtes, hvormed forskellige typer fløjter i højere grad kunne anvendes til forskellige formål. Af de mange fløjter (næsten én for hvert tonetrin) var følgende mest anvendte: Flûte d'amour, en fløjte klingende en lille terts under c-fløjten; f-fløjten, klingende en lille terts over c-fløjten; samt eb-fløjten, klingende en lille sekund over c-fløjten, som især anvendtes i militærsammenhæng. Storbasfløjten (en oktav under altfløjten), kontrabasfløjten (en oktav under basfløjten) samt subkontrabasfløjten (to oktaver under altfløjten) er alle medlemmer af fløjtefamilien, der er kommet til inden for de seneste 25 år.
Alle familiens medlemmer ligner hinanden, men piccoloen skiller sig ud, ved ikke at have fodstykke. Dens dybeste tone er dermed også et d i modsætning til de andres c (grebet) eller for koncertfløjtens vedkommende i nogle tilfælde h. Generelt opnås mindre præcision med de større fløjter og højere nøjagtighed i artikulation med de mindste fløjter.

### Elektrisk fløjte
Elektrisk fløjte benyttes relativt sjældent og oftest i rytmisk musik og folkemusik dog oftest som forstærket eksternt. Nogle få klassiske kompositioner er dog lavet for elektrisk fløjte, hvoraf den amerikanske avantgardekomponist George Crumb har komponeret ét af de mest kendte stykker for elektrisk fløjte (samt elektrisk cello og forstærket klaver). Derudover bruges elektronik efterhånden i mange genrer til at tilføje ekstra effekter, hvormed det er ønskværdigt at have en elektrisk tværfløjte også.
En fløjte er svær at forstærke grundet mekaniske lyde fra det omfattende klapsystem samt at lavfrekvenslyde er intense. Nogle forsøg er dog alligevel blevet gjort for at forstærke tværfløjter – også ud over eksterne mikrofoner: I én version er korktoppen fjernet og erstattet med en mikrofon i samme facon som korket, denne metode har udover de førstnævnte problemer også det problem, at størrelsen af mikrofonen skal være meget lig korktoppen for ikke at ændre noget, og at dette kan være svært at opnå, idet korktoppen er i varierende størrelser i forskellige fløjter også af samme fløjtemager; en anden metode er at bore et hul tæt på blæsehullet og isætte en mikrofon, hvilket dog gør skade på fløjten, således den ikke kan bruges uforstærket.

## Repertoire og brug
Tværfløjtens repertoire starter så småt i barokken, hvor fløjtens omfang dog ikke benyttes fuldt ud, da instrumentet ikke var udviklet som nu. Når fløjten spiller barokmusik, er det derfor også ofte musik oprindeligt skrevet for blokfløjte. Herfra begynder fløjterepetoiret at ekspanderes. I dag er der et stort repertoire, hvoraf især musik fra starten af det 20. århundrede er populært. Værd at nævne er den franske komponistgruppe Les Six, der står i spidsen for "fransk musikalsk impressionisme". Fløjtens største force er at spille meget hurtigt og i orkestermusik skinne igennem i højden.
Fløjten er i begrænset omfang brugt i jazz-musik, hvor der oftest ønskes en mere grov klang end i den klassiske. Desuden bruger nogle bands inden for den progressive rock tværfløjten. I folkemusik bruges tværfløjten i mindre grad, da blokfløjten her har vundet større poularitet. Dette gælder dog ikke irsk folkemusik, hvor tværfløjten er meget benyttet.

### Konstellationer
Forskellige konstellationer for fløjten er udviklet i tidens løb. Blandt dem kan nævnes fløjten som solist i et orkester, fløjten i rene fløjtekvartetter eller trioer, kvartetter eller kvintetter med blandede instrumenter, hvoraf blæserkvintetten er meget fremtrædende, også fløjtekoret har i nyere tid vundet frem: her spiller mange af fløjtefamiliens medlemmer sammen og opnår dermed et bredt klangspektrum på trods af ensartede instrumenter. Det er især i denne sammenhæng de dybere fløjter kommer til deres ret. En klassisk konstellation er fløjteduetten, oftest akkompagneret af klaver eller lignende, hvor to fløjter spiller nogenlunde ligeværdige stemmer.
Samspil med en harpe hører man i uddraget Entr'acte fra Bizets opera Carmen og i Carl Nielsens Tågen letter.

### Anvendelse
Forskellige komponister har bidraget til fløjterepertoiret. Den første, der for alvor skrev musik for tværfløjte var Antonio Vivaldi, der som et led i ansættelse ved musikkonservatoriet i Venedig skrev en række koncerter for tværfløjte og strygeorkester, hvilket skulle benyttes til eleverne ved konservatoriet. Disse koncerter bærer i høj grad præg af at være øvelser, hvilken rolle etuderne nutildags har overtaget. Mange komponister har bidraget med fløjteetuder, men den danske Joachim Andersen har i særlig grad tilføjet denne type kompositioner til repetoiret. Mange komponister har i deres orkesterværker udnyttet fløjtens højde, men også de bløde klange er blevet brugt, hvilket især Claude Debussy har gjort i både orkesterværker, kammer- og solostykker, hvoraf Syrinx er et af de faste stykker i et fløjterepertoire.